# Alexandr Prokopenko
Alexandr Prokopenko (belarús: Аляксандр Цімафеевіч Пракапенка)  (Babruisk, 16 de novembre de 1953 - Minsk, 29 de març de 1989) fou un futbolista belarús de la dècada de 1970.
Fou 3 cops internacional amb la selecció de la Unió Soviètica.
Pel que fa a clubs, defensà els colors de Dinamo Minsk.